# Boterbloem-rietroest
De boterbloem-rietroest (Puccinia magnusiana) is een schimmel behorend tot de familie Pucciniaceae. De schimmel is een endoparasiet van boterbloemen en grassen in de geslachtengroep Arundineae. Aantasting van een plant door deze roest is zichtbaar door onder meer roestvlekken en puisten op het  bladoppervlak van de waardplant. De soort heeft een ontwikkelingscyclus met telia, uredia, spermogonia en aecia en ondergaat waardplantverwisseling.

## Kenmerken
Puccinia magnusiana is met het blote oog te herkennen aan de sporenafzettingen die uitsteken op het oppervlak van de gastheer. Ze groeien in groepen die verschijnen als geelachtige tot bruine vlekken en puisten op bladoppervlakken.
aecia
De aecia groeien verspreid op de bladeren van de waardplant. Die produceren aeciosporen met een afmeting 23-26 × 21-23 µm. 
uredia
De geelbruine uredia van de schimmel groeien aan weerszijden van de bladoppervlakken van de waardplant. Uw kleurloze tot bruingele uredosporen zijn lang ellipsoïde tot ovaal, 26-35 × 16-19 µm groot en fijn stekelig. 
telia
De aan beide zijden groeiende telia zijn zwartbruin. De hazelnootbruine teliosporen zijn tweecellig, variabel van vorm en 42-56 × 15-24 µm groot; hun stengel is hyaliene tot bruinachtig en zijn tot 95 µm lang.

## Verspreiding
De boterbloem-rietroest komt wereldwijd voor. In Nederland komt hij vrij zeldzaam voor.

## Foto's

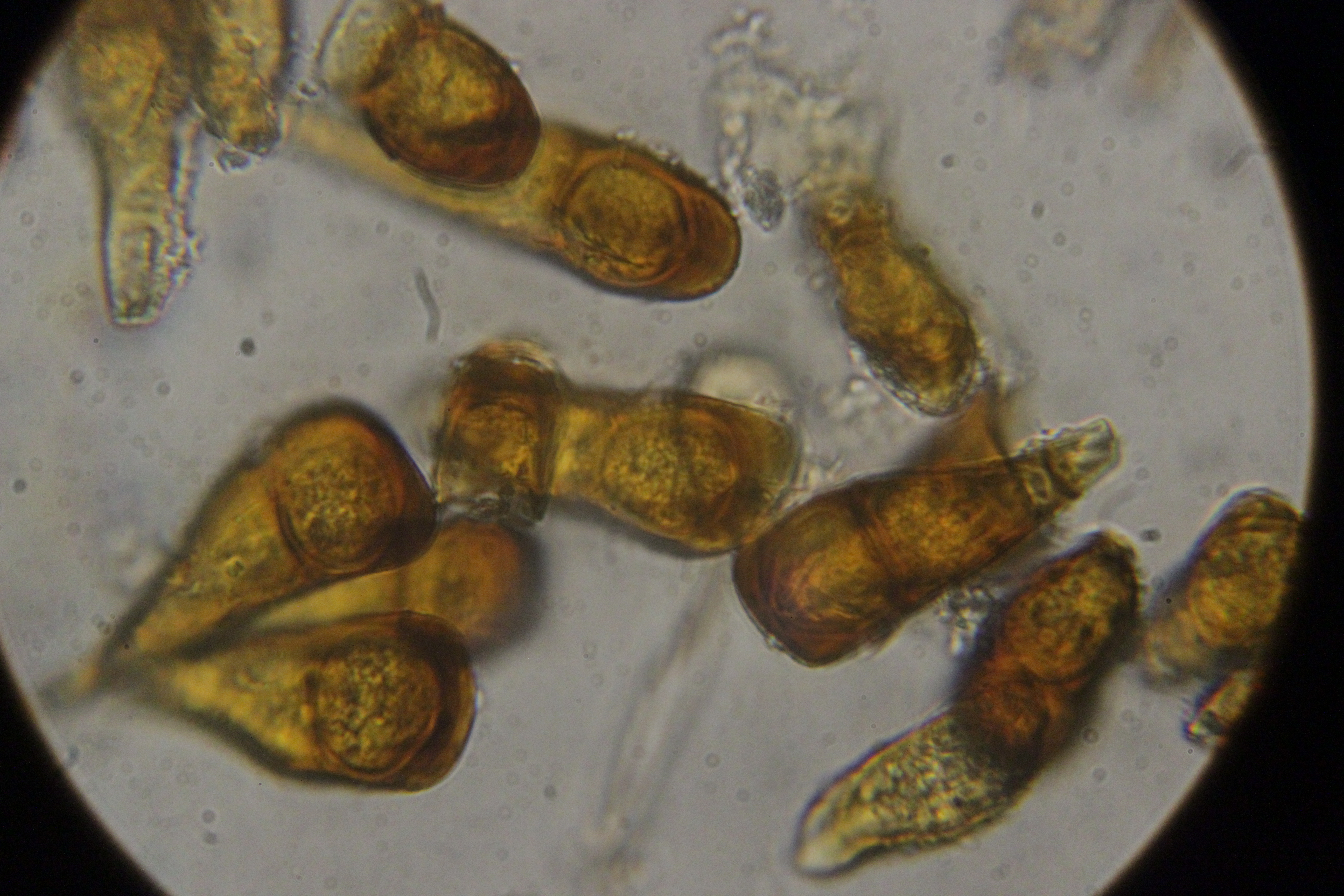
Teliosporen
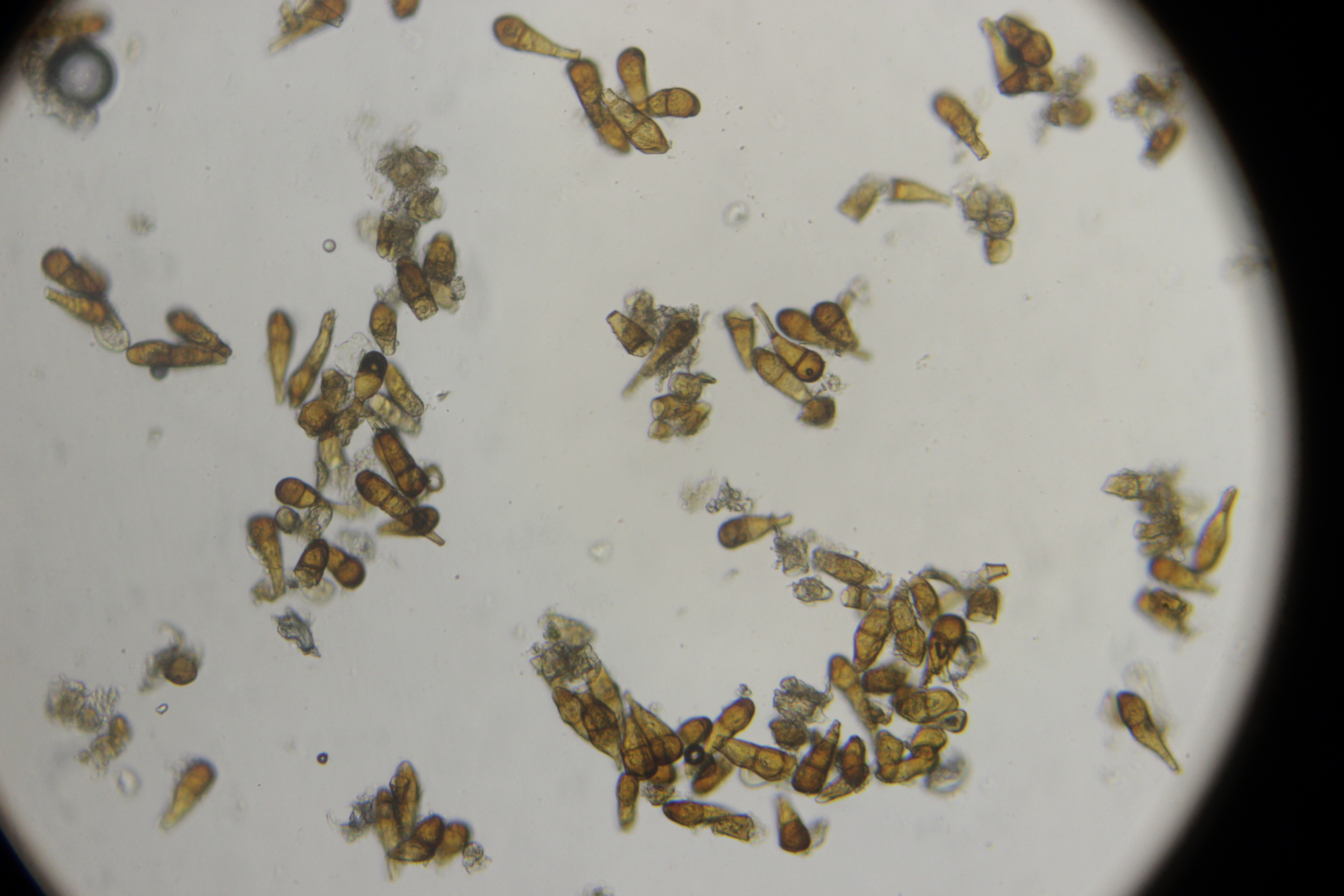
Teliosporen